# 芬蘭—土耳其關係
芬兰-土耳其关系是指芬兰与土耳其之间的外交关系。奥斯曼帝国于1918年2月1日承认芬兰的独立。他们之间的外交关系始於1920年5月20日。芬兰在安卡拉设有大使馆，在伊斯坦布尔设有名誉总领事馆，在贝莱克、博德鲁姆和伊兹密尔设有其他名誉领事馆。土耳其在赫尔辛基设有大使馆。

## 历史
2019年土耳其在敘利亞東北部的攻勢之後，芬蘭對土耳其實施武器禁運。2021年10月，包括芬蘭在內的10个西方国家呼籲土耳其释放活动家奥斯曼·卡瓦拉，之後土耳其总统雷杰普·塔伊普·埃尔多安下令包括芬兰駐土耳其大使在內的10名駐土耳其大使為不受歡迎人物。然而大使们没有收到任何离开土耳其的正式通知。 
2022年，土耳其反对芬兰加入北大西洋公约组织，根据土耳其的说法，芬蘭幕後支持库尔德斯坦工人党 、人民保護部隊和居伦运动。 6月28日，土耳其改變態度，支持芬兰加入北约。芬蘭将取消對土耳其的武器禁运，並且不会支持“居伦运动”以及库尔德民主联盟党和其附属武装组织“人民保护部队”。